# 福岡県道34号行橋添田線
福岡県道34号行橋添田線（ふくおかけんどう34ごう ゆくはしそえだせん）は、福岡県行橋市から田川郡添田町に至る県道（主要地方道）である。

## 概要
行橋市門樋町から田川郡添田町大字添田に至る。起点の行橋市から田川郡赤村までは平成筑豊鉄道田川線に平行したルートを取る。田川郡大任町から田川郡添田町までは福岡県道52号八女香春線の重複路線。

### 路線データ
- 起点：福岡県行橋市門樋町（豊国橋（今川）交差点、福岡県道28号直方行橋線交点）
- 終点：福岡県田川郡添田町大字添田（添田郵便局前交差点、福岡県道52号八女香春線上、福岡県道95号添田赤池線起点）

## 歴史
- 1954年（昭和29年）1月20日 - 建設省（現・国土交通省）が主要地方道に指定。
- 1955年（昭和30年）1月25日 - 福岡県が主要地方道22号行橋添田線を路線認定。
- 1973年（昭和48年）3月1日 - 整理番号を22から34へ変更。
- 1993年（平成5年）5月11日 - 建設省から、県道行橋添田線が行橋添田線として主要地方道に再指定される[1]。

## 路線状況

### バイパス
- 行橋添田バイパス（京都郡みやこ町犀川柳瀬・柳瀬小交差点 - 田川郡赤村大字赤）

### 重複区間
- 福岡県道418号英彦山香春線（田川郡赤村大字赤・旭ヶ丘交差点 - 田川郡赤村大字赤・赤小・中学校前交差点）
- 福岡県道52号八女香春線（田川郡大任町大字大行事・柿原交差点 - 田川郡添田町大字添田・添田郵便局前交差点（終点））

### 道路施設

#### 橋梁
- 成光橋（田川郡添田町）
- 御幸橋（田川郡添田町）

## 地理

### 通過する自治体
- 行橋市
- 京都郡みやこ町
- 田川郡赤村
- 田川郡大任町
- 田川郡添田町

### 交差する道路
| 交差する道路                                                   | 市町村名 | 市町村名 | 交差する場所 | 交差する場所                |
| -------------------------------------------------------------- | -------- | -------- | ------------ | --------------------------- |
| 福岡県道28号直方行橋線                                         | 行橋市   | 行橋市   | 門樋町       | 豊国橋（今川）交差点 / 起点 |
| 国道496号                                                      | 行橋市   | 行橋市   | 西宮市3丁目  | 西宮市三丁目交差点          |
| 福岡県道252号大久保行橋線                                      | 行橋市   | 行橋市   | 大字大野井   |                             |
| E10 東九州自動車道                                             | 行橋市   | 行橋市   | 大字流末     | 2-1 今川SIC                 |
| 福岡県道250号長尾稗田平島線                                    | 行橋市   | 行橋市   | 大字流末     | 京都橋交差点                |
| 福岡県道58号椎田勝山線                                         | 行橋市   | 行橋市   | 大字天生田   | 清地大橋交差点              |
| 福岡県道58号椎田勝山線 / 旧道                                  | 行橋市   | 行橋市   | 大字天生田   | 天生田橋交差点              |
| 福岡県道242号大久保犀川線 京築広域農道 / 京築アグリライン 重複 | 京都郡   | みやこ町 | 犀川生立     | 暁橋交差点                  |
| 福岡県道204号田川犀川線                                        | 京都郡   | みやこ町 | 犀川大村     |                             |
| 福岡県道34号行橋添田線 / バイパス                              | 京都郡   | みやこ町 | 犀川柳瀬     | 柳瀬小学校交差点            |
| 福岡県道34号行橋添田線 / バイパス                              | 田川郡   | 赤村     | 大字赤       |                             |
| 福岡県道418号英彦山香春線 重複区間起点                         | 田川郡   | 赤村     | 大字赤       | 旭ヶ丘交差点                |
| 福岡県道418号英彦山香春線 重複区間終点                         | 田川郡   | 赤村     | 大字赤       | 赤小・中学校前交差点        |
| 福岡県道52号八女香春線 重複区間起点                            | 田川郡   | 大任町   | 大字大行事   | 柿原交差点                  |
| 福岡県道52号八女香春線 重複区間終点 福岡県道95号添田赤池線     | 田川郡   | 添田町   | 大字添田     | 添田郵便局前交差点 / 終点   |

### 交差する鉄道
- 日豊本線
- 平成筑豊鉄道田川線

### 沿線
- ゆめタウン行橋
- JR九州日豊本線 行橋駅
- 平成筑豊鉄道田川線
  - 美夜古泉駅 - 今川河童駅 - 豊津駅 - 新豊津駅 - 東犀川三四郎駅 - 犀川駅 - 崎山駅 - 源じいの森駅 - 油須原駅
- 田川地区東部衛生センター（大任町）
- 大任町立大任中学校
- 大任町立大任小学校
- 大任町役場
- 源じいの森
- 添田郵便局
- 添田町役場（終点付近）
- 添田町立添田中学校（終点付近）
- 添田町立添田小学校（終点付近）
- JR九州日田彦山線・日田彦山線BRT 添田駅（終点付近）

### 峠
- 立石峠（田川郡赤村 - 田川郡大任町）